# Äspskär, Kyrkslätt
Äspskär (finska: Espskär) är en ö i Finland. Den ligger i Finska viken och i kommunen Kyrkslätt i landskapet Nyland, i den södra delen av landet. Ön ligger omkring 24 kilometer sydväst om Helsingfors.
Öns area är 4,7 hektar och dess största längd är 330 meter i sydväst-nordöstlig riktning.